# Somua MCG
A Somua MCG egy francia tüzérségi vontató és műszaki mentő jármű volt, melyet a második világháború folyamán használtak.
Közepes tüzérségi lövegek vontatására használták, mint a Canon de 155 C modèle 1917 Schneider és a Canon de 155 L modèle 1936 Schneider lövegek, illetve azok lőszerszállító utánfutóit is vontatták. A fő változatból 345 darabot gyártottak: 1939. szeptember 1-ig 264 darabot, majd 1940. május végéig további 81 darabot.
A járműből műszaki mentő változatot is építettek, amelyre egy darut szereltek, hogy beszállítsák vele a lerobbant harckocsikat. Ebből a változatból 440 darab készült.

## Galéria

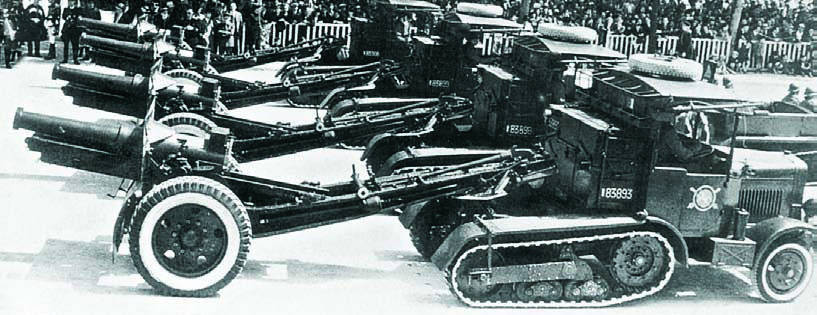
A Somua MCG-4 tüzérségi traktorok az 1934-es katonai parádén
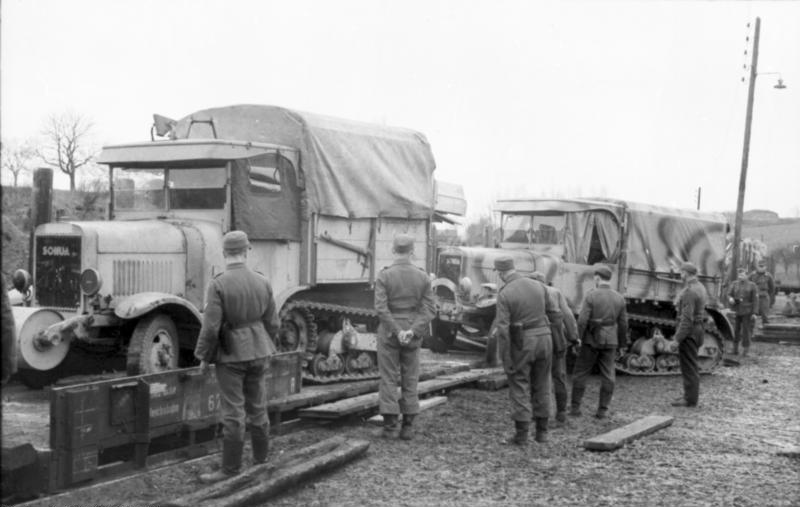
Somua teherautók berakodása vasúton
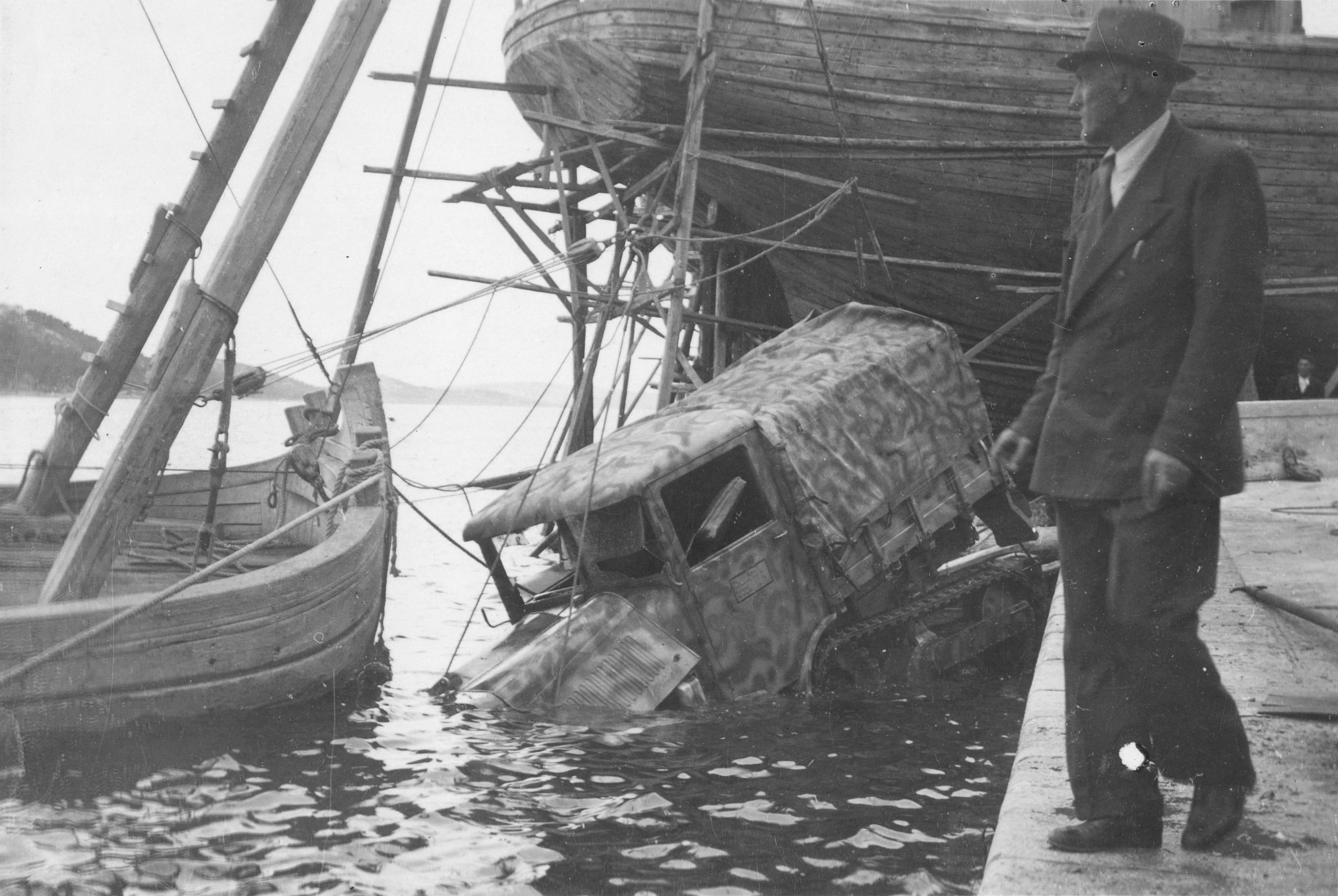
Sumoa MCG kiemelése Lussinpiccolopóban 1943-ban
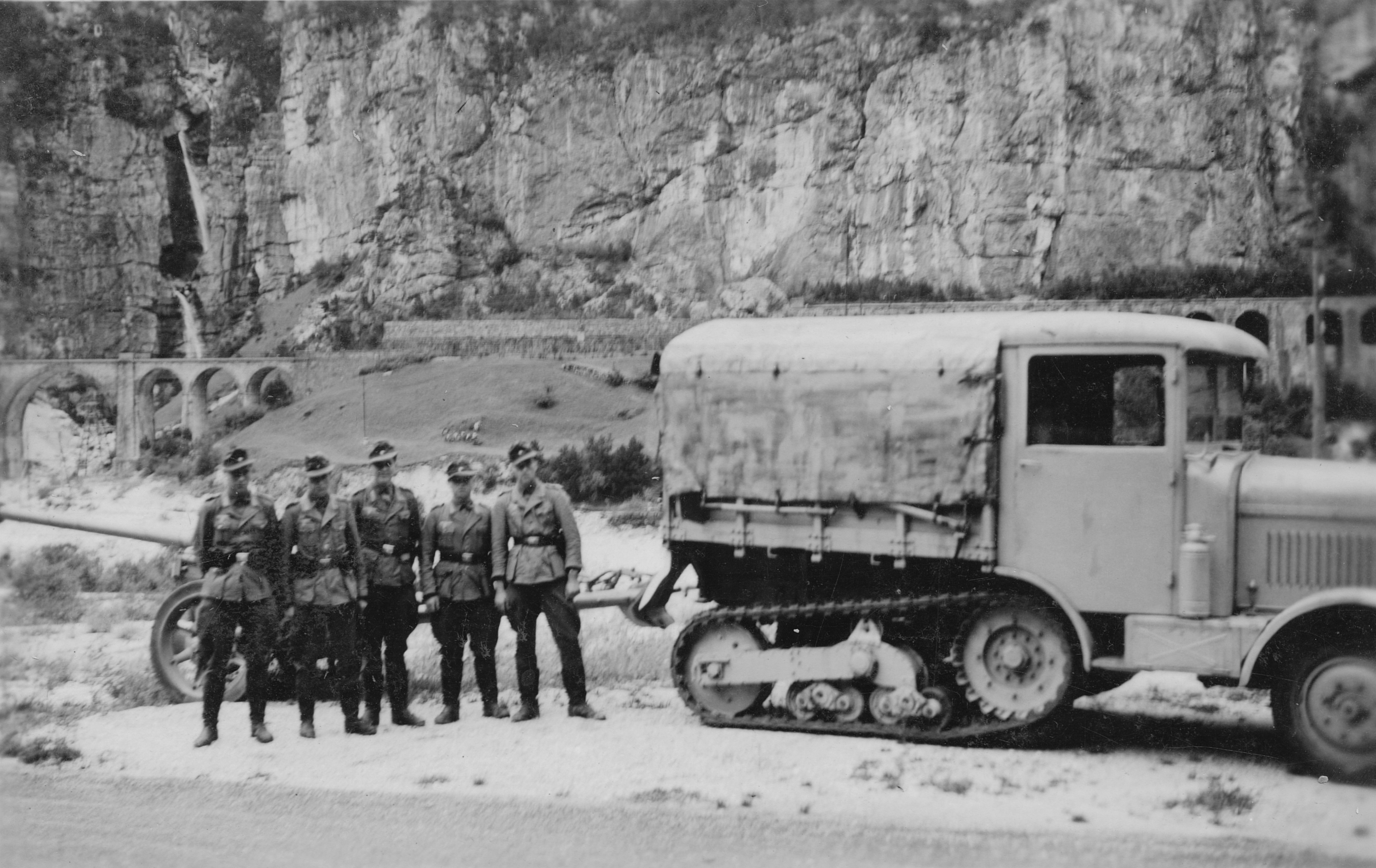
SOMUA MCG PaK 40-nel Észak-Olaszországban
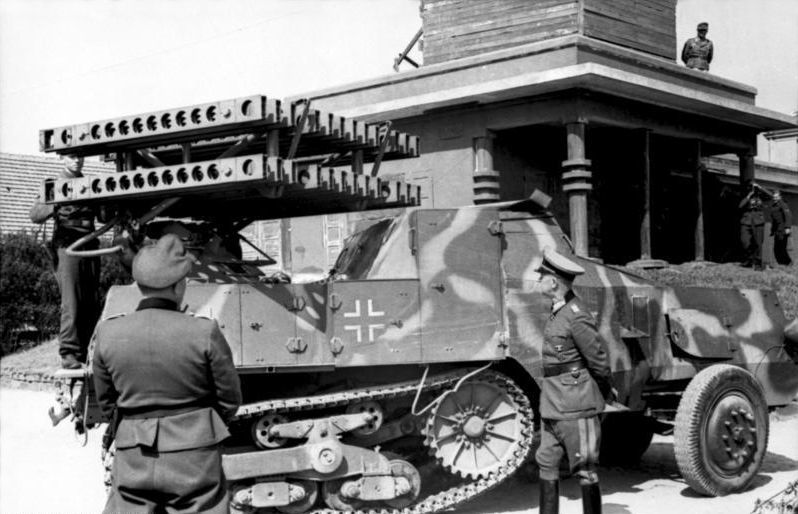
Páncélozott SOMUA MCG, amelyet Alfred Becker módosított a Wehrmacht számára

## Fordítás
- Ez a szócikk részben vagy egészben  a   SOMUA MCG című angol Wikipédia-szócikk ezen változatának fordításán alapul.  Az eredeti cikk szerkesztőit annak laptörténete sorolja fel. Ez a jelzés csupán a megfogalmazás eredetét és a szerzői jogokat jelzi, nem szolgál a cikkben szereplő információk forrásmegjelöléseként.